# Харрис, Эдди
Э́дди Ха́ррис (англ. Eddie Harris; 20 октября 1934, Чикаго — 5 ноября 1996, Лос-Анджелес) — американский джазовый саксофонист, тенор-саксофонист, пианист, вибрафонист, трубач, тромбонист, вокалист и композитор. Наиболее известен игрой на тенор-саксофоне и электронном саксофоне. Харрис также свободно владел электрическим фортепиано и органом. Его наиболее известными композициями являются "Freedom Jazz Dance", записанная и популяризированная Майлзом Дэвисом в 1966 году, и "Listen Here".

## Биография и творчество
Эдди Харрис родился и вырос в Чикаго. Его отец был родом с Кубы, а мать — из Нового Орлеана. Поначалу Эдди обучался музыке в средней школе ДюСейбл (DuSable High School), как и многие успешные чикагские музыканты: Нэт Кинг Коул, Дина Вашингтон, Клиффорд Джордан, Джонни Гриффин, Джин Эммонс, Джулиан Пристер, Бо Диддли и другие. Позже он изучал музыку в Университете Рузвельта и к тому времени был уже мастером игры на фортепиано, вибрафоне и тенор-саксофоне. В колледже он профессионально выступал с Джином Эммонсом.
После колледжа Харрис был призван в армию Соединённых Штатов и во время службы в Европе принят в оркестр 7-й армии, в котором состояли также Дон Эллис, Лео Райт и Сидар Уолтон.
Оставив военную службу, Эдди Харрис работал в Нью-Йорке, а затем вернулся в Чикаго, где подписал контракт с Vee-Jay Records. Первый альбом музыканта Exodus to Jazz, записанный в их студии, включал его собственную джазовую аранжировку на тему Эрнеста Голда из фильма 1960 года «Исход». Сокращённая версия этого трека была воспроизведена на радио и стала первой джазовой записью, которая когда-либо была отмечена золотом.
Сингл "Exodus" поднялся в американском рейтинге Billboard Hot 100 и достиг 16-й позиции в чарте R&B США. В 1964 году Харрис стал записываться в Columbia Records, а в следующем году — в Atlantic Records. В том же 1965-м в Atlantic выпустили боп-альбом музыканта The In Sound, который покорил многих критиков творчества Харриса.
В течение следующих нескольких лет Харрис играл на электрическом пианино и электронном саксофоне Varitone, а также исполнял смесь джаза и фанка, которые хорошо продавались как на рынках джаза, так и ритм-энд-блюза. В 1967-м его альбом The Electrifying Eddie Harris занял второе место в чартах R&B. Ведущий трек альбома "Listen Here" был выпущен в виде сингла, поднявшись на 11-е место в чарте R&B и на 45-е место в Hot 100. За годы Харрис выпустил несколько разных версий этой композиции, включая как студийные, так и концертные записи. На 11-й ежегодной премии «Грэмми» в 1968 году Эдди был номинирован на лучшее инструментальное джазовое выступление для небольшой группы или солиста с небольшой группой за альбом The Electrifying Eddie Harris.
В 1969 году он выступал с пианистом и вокалистом Лесом МакКенном на Джазовом фестивале в Монтрё. Хотя музыкантам не удалось отрепетировать, их сессия настолько впечатлила, что запись была выпущена Atlantic Records под названием Swiss Movement. Она стала одним из самых продаваемых джазовых альбомов за всю историю и была номинирована на 13-ю ежегодную премию «Грэмми» (1970) за лучшее джазовое выступление небольшой группы или солиста с небольшой группой для альбома.
Харрису также пришла в голову идея о так называемой тростниковой трубе (англ. reed trumpet) — трубе с мундштуком от саксофона; впервые он сыграл на ней на джазовом фестивале в Ньюпорте. В 1970-х Эдди переехал из Чикаго в Лос-Анджелес. С 1970 по 1975 год он экспериментировал с новыми инструментами собственного изобретения (тростниковой трубой, саксобоном (саксофоном с мундштуком для тромбона), гитарорганом (или гиторганом) — комбинацией гитары и органа), чем вызвал негодование со стороны музыкальных критиков, пел блюз, джаз-рок (записал альбом со Стивом Уинвудом, Джеффом Беком, Альбертом Ли, Риком Гречем, Зутом Мани, Иэном Пейсом и другими рокерами). Он также начал исполнять комические R&B-блюзовые песни, такие как "That is Why You're Overweight" и "Eddie Who?".
Однако в 1975 году он оттолкнул некоторых своих слушателей альбомом The Reason Why I'm Talking S--t, который состоял в основном из шуточных песенок. После более 12 лет сотрудничества с Atlantic Records Эдди покинул звукозаписывающую компанию, выпустив в 1977-м свой последний альбом под этим лейблом. Затем он подписал контракт с RCA Records и записал два альбома.
Эдди Харрис умер от хронической сердечной недостаточности в Лос-Анджелесе 5 ноября 1996 года в возрасте 62 лет.

## Дискография

### В качестве лидера
- 1961 — Exodus to Jazz (Vee-Jay)
- 1961 — Mighty Like a Rose (Vee-Jay)
- 1961 — Jazz for "Breakfast at Tiffany's (Vee-Jay)
- 1962 — A Study in Jazz (Vee-Jay)
- 1962 — Eddie Harris Goes to the Movies (Vee-Jay)
- 1963 — Bossa Nova (Vee-Jay)
- 1963 — Half and Half (Vee-Jay)
- 1964 — For Bird and Bags (Exodus Records); также под названием Sculpture (Buddah Records)
- 1964 — Cool Sax, Warm Heart (Columbia)
- 1964 — Here Comes the Judge (Columbia)
- 1965 — Cool Sax from Hollywood to Broadway (Columbia)
- 1965 — The In Sound (Atlantic)
- 1966 — Mean Greens (Atlantic)
- 1967 — The Tender Storm (Atlantic)
- 1968 — The Electrifying Eddie Harris (Atlantic)
- 1968 — Plug Me In (Atlantic)
- 1968 — Pourquoi L'Amérique (AZ; саундтрек)
- 1968 — Silver Cycles (Atlantic)
- 1969 — High Voltage (Atlantic)
- 1969 — Swiss Movement (Atlantic; с Лесом МакКенном)
- 1969 — Sculpture
- 1969 — Free Speech (Atlantic)
- 1970 — Come on Down! (Atlantic)
- 1970 — Live at Newport (Atlantic)
- 1970 — Smokin' (Janus Records)
- 1971 — Second Movement (Atlantic; с Лесом МакКенном)
- 1971 — Instant Death (Atlantic)
- 1972 — Eddie Harris Sings the Blues (Atlantic)
- 1973 — Excursions (Atlantic)
- 1974 — E.H. in the U.K. (Atlantic)
- 1974 — Is It In (Atlantic)
- 1974 — I Need Some Money (Atlantic)
- 1975 — Bad Luck Is All I Have (Atlantic)
- 1975 — That Is Why You're Overweight (Atlantic)
- 1975 — The Reason Why I'm Talking S--t 1976 (Atlantic)
- 1976 — How Can You Live Like That? (Atlantic)
- 1978 — II'm Tired of Driving (RCA)
- 1979 — Playin' with Myself (RCA)
- 1981 — Sounds Incredible (Angeleco)
- 1981 — Steps Up (SteepleChase Records)
- 1982 — The Real Electrifying Eddie Harris (Mutt & Jeff)
- 1983 — Exploration (Chiaroscuro Records)
- 1986 — Eddie Who? (Timeless Records)
- 1987 — People Get Funny (Timeless)
- 1989 — Live in Berlin (Timeless)
- 1990 — Live at the Moonwalker Moonwalker (Suisa)
- 1991 — A Tale of Two Cities (Virgin Japan)
- 1991 — There Was a Time – Echo of Harlem (Enja Records)
- 1993 — For You, For Me, For Evermore (SteepleChase Records)
- 1993 — Yeah You Right (Lakeside)
- 1993 — Listen Here (Enja Records)
- 1994 — Freedom Jazz Dance (Musicmasters)
- 1994 — Vexatious Progressions (Flying Heart)
- 1994 — The Battle of the Tenors (с Уэнделлом Харрисоном)
- 1995 — Dancing by a Rainbow (Enja Records)[8]
- 1996 — All The Way-Live (Milestone Records; с Джимми Смитом, запись 1981)
- 1997 — The Last Concert
- 2005 — Exodus: The Best of the Vee-Jay Years (Charly Records)
- 2017 — Live: Las Vegas 1985 (Hi-Hat)

### В качестве сопровождающего
с Бадди Монтгомери
- Ties of Love (Landmark, 1987)

с Бернардом Пёрди

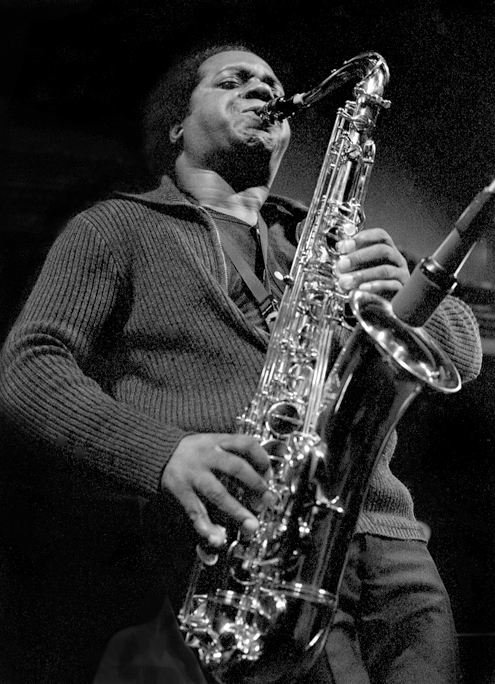
Эдди Харрис в Грейт-Американ-Мьюзик-Холле, Сан-Франциско. 22 ноября 1980 г.

- Bernard Purdie's Soul to Jazz (ACT, 1996)

с Сидаром Уолтоном
- Beyond Mobius (RCA, 1976)[9]

с Эллисом Марсалисом-младшим
- Homecoming (Spindletop, 1985)[10]

с Хорасом Парланом
- Glad I Found You (Steeplechase, 1986)

с Хорасом Сильвером
- Spiritualizing the Senses (Silveto, 1983)
- There's No Need to Struggle (Silveto, 1983)

с Джоном Скофилдом
- Hand Jive (Blue Note Records, 1994)